# Kanton Talence
Talence is een kanton van het Franse departement Gironde. Het kanton maakt deel uit van het arrondissement Bordeaux.
Het kanton omvatte tot 2014 uitsluitend de gemeente Talence.
Door het decreet van 20 februari 2014, met uitwerking op 22 maart 2015, werd daar het westelijk deel van de gemeente Bègles aan toegevoegd.